# Joe Hisaishi

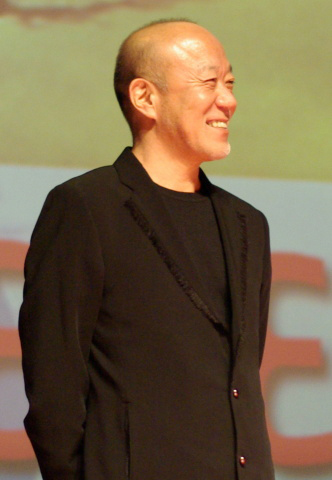
Joe Hisaishi (2008)

Joe Hisaishi (jap. 久石譲, Hisaishi Jō, bürgerlicher Name: 藤澤守, Fujisawa Mamoru; * 6. Dezember 1950 in Nakano) ist ein japanischer Komponist, Pianist, Dirigent, Autor und Regisseur. International bekannt wurde er durch seine Musik für die Filme von Hayao Miyazaki und Takeshi Kitano.

## Werdegang
Hisaishi komponierte bereits während seines Studiums auf der Musikhochschule Kunitachi seine ersten Stücke. Er wurde dabei von Künstlern wie Philip Glass und Erik Satie beeinflusst. Ab 1974 schrieb er die Musik für die Animeserien Sasuga no Sarutobi und Futari Taka. 1982 veröffentlichte er sein erstes Album in minimalistischem Sound, später folgten weitere Alben.
1983 bekam Hisaishi von seinem Label den Auftrag, „Image music“ zum Film Nausicaä aus dem Tal der Winde zu komponieren. Solche gehört nicht zum Soundtrack des Films, wird aber zu diesem vermarktet. Als Hayao Miyazaki und Isao Takahata, die für die Produktion des Films verantwortlich waren, Joe Hisaishias Musik hörten, bekam er den Auftrag, die symphonische Filmmusik für Nausicaä zu schreiben. Seitdem komponierte er die Musik zu allen weiteren Filmen von Miyazaki. 1988 gründete Hisaishi sein Label Wonder Land Ind., seit 1991 arbeitete er auch mit dem Regisseur Takeshi Kitano zusammen.
In Hisaishis Geburtsstadt wurden die Olympischen Winterspiele 1998 zu seiner Musik eröffnet. Heute leitet Hisaishi das New Japan Philharmonic Orchestra, das seine Werke aufführt, und tourt mit ihm durch Europa und Asien.
2010 erhielt Hisaishi eine Berufung von seiner Alma Mater, an der er am 28. April des Jahres seine Antrittsvorlesung hielt. 2016 wurde er zum Artdirector des Nagano City Art Museum ernannt.
Neben seiner musikalischen Tätigkeit verfasste Joe Hisaishi zwei Bücher, darunter einen Roman.

## Wertungen
In Helen McCarthys Kommentar zu Nausicaä wird Hisaishis Musik als „schon für sich herausragende Musik […] beschwört Wunder, Schönheit, Pracht und Magie, ohne dass es der Worte bedarf.“ beschrieben. Laut Patrick Drazen biete Hisaishi eine „volle und reiche orchestrale Palette, die unverkennbar ist.“
Im November 2009 wurde er mit einer Ehrenmedaille am Violetten Band ausgezeichnet. Arte bezeichnet Joe Hisaishi in einem Porträt als einen der bedeutendsten Filmkomponisten.

## Produktionen
- 1981 Mukuwaju (MKWAJU)
- 1982 Information
- 1983 Kaze no Tani no Naushika Image Album (Nausicaä of the Valley of Wind Image Album)
- 1983 Kikō Sōseiki Mospeada
- 1984
  - Kaze no Tani no Naushika Dorama-hen (Nausicaä of the Valley of Wind Drama Version)
  - Kaze no Tani no Naushika – Kaze no Yousei (Nausicaä of the Valley of Wind – Wind Fairy)
  - Kaze no Tani no Naushika Soundtrack (Nausicaä of the Valley of Wind Soundtrack)
  - Kaze no Tani no Naushika – Tori No Hito... Symphony Version (Nausicaä of the Valley of Wind – Bird Person...Symphony Version)
  - W no Higeki (Tragedy of W)
- 1985
  - alpha-BET-CITY
  - Guriin Rekuiemu (Green Requiem)
  - Haru no Kane (Spring Bell)
  - Soushun Monogatari (A Tale of Early Spring)
- 1986
  - Arion
  - ARION Image Album
  - Atami Satsujin Jiken (The Atami Murder Case)
  - Curved Music
  - Kaze no Tani no Naushika Best Collection (Nausicaä of the Valley of Wind Best Collection)
  - Maison Ikkoku Movie
  - Symphonic Suite „ARION“
  - Tenkuu no Shiro Rapyuta – Hikouseki no Nazo – (Laputa: Castle in the Sky – The Mystery of the Levistone -)
  - Tenkuu no Shiro Rapyuta – Sora Kara Futtekita Shoujo – (Laputa: Castle in the Sky – The Girl Who Fell from the Sky -)
  - Tenkuu no Shiro Rapyuta – Kimi wo Nosete / Kimi wo Nosete (Gasshou) (Laputa: Castle in the Sky – Carrying You / Carrying You (Chorus Version))
- 1987
  - Hyouryuu Kyoushitsu (Drifting Classroom)
  - Koibito-tachi no Toki (Lovers’ Time)
  - Kono Ai no Monogatari (This Story of Love)
  - Tenkuu no Shiro Rapyuta – Taiju Symphony Version (Laputa: Castle in the Sky – The Huge Tree Symphony Version)
  - Tonari no Totoro Image Album (My Neighbor Totoro Image Album)
- 1988
  - Don Matsugorou no Daibouken (Don Matsugorou's Big Adventure)
  - Gokudou Tosei no Suteki na Menmen (Nice Guys of the Rogue World)
  - illusion
  - Night City
  - Piano Stories
  - Tonari no Totoro (My Neighbor Totoro)
  - Tonari no Totoro Sound Book (My Neighbor Totoro Sound Book)
  - Vinasu Senki Image Album (Venus Wars Image Album)
- 1989
  - Fuyu no Tabibito (Winter Traveler)
  - Kaze no Tani no Naushika Hi-Tech Series (Nausicaä of the Valley of Wind Hi-Tech Series)
  - Majo no Takkyuubin Soundtrack (Kiki’s Delivery Service Soundtrack)
  - Majo no Takkyuubin Image Album (Kiki’s Delivery Service Image Album)
  - Majo no Takkyuubin Dorama-hen (Kiki’s Delivery Service Drama Version)
  - Majo no Takkyuubin Hi-Tech Series (Kiki’s Delivery Service Hi-Tech Series)
  - Pretender
  - Tenkuu no Shiro Rapyuta Dorama-hen (Laputa: Castle in the Sky Drama Version)
  - Tenkuu no Shiro Rapyuta Hi-Tech Series (Laputa: Castle in the Sky Hi-Tech Series)
  - Tonari no Totoro Dorama-hen (My Neighbor Totoro Drama Version)
  - Tsuribaka Nisshi 2 (Fishing Mania Diary 2)
  - Vinasu Senki Soundtrack (Venus Wars Soundtrack)
- 1990
  - Kanbakku (Come Back)
  - Peisuke/Gatapishi Monogatari (The Tale of Peisuke/Gatapishi)
  - Tasumania Monogatari (Tazmanian Story)
  - Tonari no Totoro Hi-Tech Series (My Neighbor Totoro Hi-Tech Series)
- 1991
  - Animage Best Symphony
  - I Am
  - Fukuzawa Yukichi (Yukichi Fukuzawa)
  - Futari (Two)
  - Flecki, mein Freund
- 1992
  - Das Meer war ruhig
  - B+1
  - Joe Hisaishi Symphonic Best Selection
  - Kimi Dake wo Miteita (I Only Had Eyes for You)
  - Kurenai no Buta Soundtrack (Porco Rosso/The Crimson Pig Soundtrack)
  - Kurenai no Buta Image Album (Porco Rosso/The Crimson Pig Image Album)
  - Kurenai no Buta Dorama-hen (Porco Rosso/The Crimson Pig Drama Version)
  - Majo no Takkyuubin Vocal Album (Kiki’s Delivery Service Vocal Album)
  - My Lost City
  - Seishun Den-deke-deke-deke (Youthful ???)
  - Tengai Makyou 2: Manjimaru (Far East Of Eden 2: Manjimaru)
- 1993
  - Haruka, nosutarujii (Nearer, Nostalgy)
  - Mizu no Tabibito – Samurai Kids (Water Traveler – Samurai Kids)
  - Sonachine (Sonatine)
- 1994
  - Chijou no Rakuen (Earthly Paradise)
  - Onna Zakari (Woman in Her Prime)
- 1995 Melody Blvd.
- 1996
  - Parasite Eve Soundtrack
  - Piano Stories II
  - Kids Return
  - Kyougaku no Shou Uchujintai NHK Special (Educational…??…Human Body)
- 1997
  - Parasite Eve
  - Mononoke-hime Soundtrack (Princess Mononoke Soundtrack)
  - Mononoke-hime Image Album (Princess Mononoke Image Album)
  - Mononoke-hime (Princess Mononoke)
  - Koukyou Kumikyoku Mononoke-hime (Symphonic Suite Princess Mononoke)
  - Miyazaki Kenji Image Album Vol.2
  - Ginga Tetsudou no Yoru / Nokto de la Galaksia Fervajo (Night on the Galaxy Express)
  - Tabidachi no Toki – Asian Dreams Song (Time of Journeys – Asian Dreams Song)
  - Works I
- 1998
  - Hana-bi Soundtrack
  - Hope Nagano Paralympic
  - Nostalgia – Piano Stories III
  - Shigure no Ki Original Soundtrack (Tree of Early Winter Rains)
  - Soushun Monogatari reissue (A Tale of Early Spring)
  - W no Higeki reissue (Tragedy of W)
- 1999
  - Best Selection
  - Jintai: The Universe Within Soundtracks Vol.1 & 2 (The Human Body: The Universe Within Vol.1 & 2)
  - Jintai II: Nou to Kokoro Soundtracks Vol.1 & 2 (The Human Body: Brain & Mind Vol.1 & 2)
  - Jintai III: Idenshi Soundtrack Vol.1 (The Human Body III: The Gene)
  - Kikujiro no Natsu Soundtrack (Kikujiros Sommer)
  - Princess Mononoke Soundtrack
  - Tonari no Totoro Songs & Karaoke (My Neighbor Totoro Songs & Karaoke)
  - Works II ’98 Orchestra Nights
- 2000
  - Hatsukoi Original Soundtrack (First Love Original Soundtrack)
  - Honou no Arupenrouzu Symphony-hen (The Flame of the Alpen Rose Symphonic Album)
  - Honou no Arupenrouzu Ongakuhen (The Flame of the Alpen Rose Soundtrack)
  - Kawa no Nagare no You ni Soundtrack (As the River Flows Soundtrack)
  - Kichijoutenjou Image Album (Kichijouten Girl Image Album)
  - Violist wo Ute (Shoot the Violist)
  - Kikujiro Soundtrack
- 2001
  - Brother Original Soundtrack
  - Sen to Chihiro no Kamikakushi Image Album (Spirited Away Image Album)
  - Princess Mononoke Symphonic Suite
  - joe hisaishi meets kitano films
  - Sen to Chihiro no Kamikakushi Soundtrack (Spirited Away Soundtrack)
  - Sen to Chihiro no Kamikakushi CD Maxi-Single (Spirited Away CD Maxi-Single)
  - Brother Original Soundtrack
  - Quartet Original Soundtrack
  - Quartet classics
  - Le Petit Poucet Original Soundtrack
  - Complete Best Collection
- 2002
  - Encore
  - Spirited Away Soundtrack
  - Super Orchestra Night 2001
  - Dolls (von Office Kitano)
  - CURVED MUSIC II
  - ETUDE
- 2003
  - Miguboshiden OST
  - 2003 LIVE BEST　KUSOBIJUTSUKAN
  - Curved Music II
  - Etude
- 2004
  - Private (プライベート)
  - Howl’s Moving Castle Image Album
  - Howl’s Moving Castle Soundtrack (ハウルの動く城 サウンドトラック)
  - Der General (1926)
- 2008
  - Gake no Ue no Ponyo (崖の上のポニョ)
  - Nokan – Die Kunst des Ausklangs (おくりびと)
- 2010
  - Villain (悪人)
  - Ocean Heaven (海洋天堂)
  - Pandane to Tamago Hime (パン種とタマゴ姫)
- 2012
  - Tenchi Meisatsu (天地明察)
  - Tokyo Family (東京家族)
- 2013
  - Wie der Wind sich hebt (風立ちぬ)
  - Die Legende der Prinzessin Kaguya (かぐや姫の物語)
- 2014
  - The Little House (小さいおうち)
  - Zakurozaka no Adauchi (柘榴坂の仇討)
- 2016
  - What a Wonderful Family! (家族はつらいよ)
- 2020
  - Dream Songs: The Essential Joe Hisaishi
- 2023
  - A Symphonic Celebration
  - The Boy and the Heron Soundtrack (君たちはどう生きるか サウンドトラック)